# 9K720 Iskander
Il 9K720 Iskander (in cirillico: 9K720 Искандер, nome in codice NATO: SS-26 Stone) è una famiglia di sistemi missilistici balistici tattici ipersonici a corto raggio (SRBM) di fabbricazione russa, sviluppato dal KBM Kolomna ed entrato in servizio nel 2006 presso le forze armate russe.
Progettato per neutralizzare sistemi di difesa, aeroporti e fortificazioni avversarie, l'Iskander è stato progettato per eludere le difese anti-missile eseguendo virate strette e casuali a velocità ipersoniche su una traiettoria quasi-balistica e sostituisce nelle forze russe l'OTR-21 Točka.
Nella versione pensata per il mercato domestico Iskander-M, il sistema ha una gittata dichiarata di circa 400 km ed un ampio ventaglio di testate disponibili, che variano da quelle convenzionali (a frammentazione, bunker buster, anti-radar) alle testate nucleari tattiche.
La versione per l'esportazione Iskander-E, è stata adottata dalle forze armate di Algeria ed Armenia.
Ha ricevuto il battesimo del fuoco durante il breve conflitto in Georgia del 2008 ed è stato schierato a supporto del contingente russo in Siria; dispiegamento confermato dallo stesso ministero della difesa russo. Nel 2020 la Russia ha dichiarato che la versione Iskander-K (nome in codice NATO: SSC-7 Southraw), sviluppata per l'impiego di missili da crociera R-500, verrà utilizzata per la difesa costiera.

## Caratteristiche

### Iskander-M
Impiega un missile a propellente solido in grado di eludere le difese anti-missile, con 415 km di gittata raggiunta grazie all'impiego di un booster.
In volo, il missile 9M723K1 non segue una traiettoria puramente balistica, in quanto è in grado di compiere violente manovre nella fase terminale di volo e di spargere dei falsi bersagli o esche. Il missile Iskander non lascia mai l'atmosfera dal momento che esso segue una traiettoria relativamente piatta.

### Iskander-E
Versione del sistema pensata per l'esportazione, impiega un missile depotenziato con portata di 270 km ed un CEP di 30 metri. È stata ordinata dalle forze armate di Algeria ed Armenia.

### Iskander-K
L'Iskander-M ha la capacità secondaria di lanciare missili da crociera R-500 a raggio intermedio che mutano la designazione del sistema lanciatore-missile in Iskander-K. La lettera "K" nella designazione sta per "Krylataja", o "crociera".
Lo sviluppo del missile terrestre R-500 è iniziato nel 1996. Si basa su un missile da crociera sovietico RK-55, che stava per entrare in servizio nel 1987, ma è stato annullato a causa della ratifica da parte dell'Unione Sovietica del trattato sulle forze nucleari a raggio intermedio (INF).
L'R-500 è stato testato nel 2007. Questo missile è stato adottato nel 2009 e la produzione è iniziata nello stesso anno. I missili R-500 con testate convenzionali sono stati schierati per la prima volta nel 2011. Un primo lotto di 12 sistemi Iskander, in grado di lanciare sia missili balistici che missili da crociera è stato schierato nel 2013. Nel 2017 l'Iskander-K è stato schierato per la prima volta con R con testata nucleare.
I missili da crociera R-500 vengono trasportati e lanciati allo stesso modo dei missili balistici Iskander. Ogni lanciatore mobile stradale può essere equipaggiato con due missili da crociera R-500. Ogni missile può essere guidato in autonomia.
Fonti ufficiali russe affermano che il missile R-500, noto anche come 9M728, ha una portata di 490 km maggiore del missile balistico a corto raggio standard dell'Iskander. Alcune fonti riferiscono che potrebbe potenzialmente avere un'autonomia di 1.500 km. L'R-500 trasporta una testata convenzionale da 500 kg o una testata nucleare con una resa di circa 10-50 kT. Per diversi anni il Pentagono ha avvertito la Russia che lo sviluppo e il lancio di un missile terrestre con gittate superiori a 500 km viola il Trattato INF. Questo ha indotto gli Stati Uniti a ritirarsi da questo trattato.

## Impiego operativo
La Russia ha annunciato nel 2008 che contempla la possibilità di posizionare reggimenti di questi missili a Kaliningrad o nella vicina Bielorussia, come risposta ai piani di dislocazione di missili difensivi della NATO THAAD nell'Europa orientale, cioè Polonia e Repubblica Ceca.
Sembra che nell'agosto 2008 la Russia abbia lanciato i missili Iskander contro oleodotti, contro Tbilisi, la capitale della Georgia, e contro il porto di Poti, in seguito al conflitto insorto per le province dell'Abcasia e dell'Ossezia.
Il ministero della difesa russo a fine dicembre 2017 ha dichiarato che i militari russi impegnati nella guerra civile siriana hanno impiegato missili Iskander.
Durante l'invasione russa dell'Ucraina del 2022, i russi hanno impiegato i missili Iskander dalla Russia e dalla Bielorussia, per colpire obbiettivi in Ucraina.

### Versatilità d'impiego
Il sistema viene inteso per l'uso con testata da guerra convenzionale, per la distruzione di obiettivi "paganti", difficili da colpire con l'aviazione o con i carri armati, ma di piccola area, come:
- Sistemi di artiglieria a lungo raggio, sia antiaerei che contro-suolo (sistemi missilistici, lanciatori di missili MLRS, pezzi di artiglieria a lunga gittata);
- Sistemi di difesa antiaerea e antimissile, specialmente quelli localizzati in postazioni relativamente fisse;
- Basi aeree sia dell'ala-fissa che di quella rotante (elicotteri);
- Postazioni radar e antiaeree (come alternativa più costosa ai missili anti-radiazione, tipo AGM-88 HARM e altri)
- Postazioni di comando e nodi di comunicazione;
- Installazioni civili di importanza critica (Ponti ferroviari, cavalcavia tra due autostrade; generatori elettrici, elettrodotti, oleodotti e gasdotti)
- Qualsiasi altro bersaglio di importanza vitale e piccola area.

### Vantaggi
Il sistema missilistico Iskander assicura:
- Alta probabilità di compiere la missione di artiglieria, in ambienti ostili, dotati di buone contromisure elettroniche (come disturbatori del segnale GPS, radar e missili antiaerei);
- Alta probabilità di funzionamento del missile, senza disfunzioni durante la preparazione al lancio e il volo;
- Calcolo automatico della traiettoria di volo (angoli di lancio, tempi di accensione del razzo, correzioni in risposta ai venti, manovre terminali evasive) e inserimento automatico della missione di volo nel computer del razzo da parte dei dispositivi del lanciatore;
- Alta manovrabilità tattica e mobilità strategica (trasportabile da aerei intercontinentali), grazie alla leggerezza che lo rende trasportabile da molti tipi di vettore;
- Lungo periodo di operatività tra le soste di manutenzione e facilità di operazione.

## Versioni
- Iskander-M – versione destinata alle forze armate russe. Gittata del missile ~ 400 Km
- Iskander-E – versione per l'export con missile a propellente solido a singolo stadio e testata tele-guidata 9M723K1 non separabile, specialmente progettata per rispettare le restrizioni MTCR. Gittata: ~270 km.
- Iskander-K - sistema di lancio per missili cruise R-500

## Operatori
- Russia: Iskander-M circa 150 sistemi al 2016
- Armenia: 25 unità Iskander E ordinate nel 2016
- Algeria: 48 sistemi Iskander E ottenuti nel 2017

## Specifiche della versione “E” per l'esportazione
- Costruttore: Kolomna KBM
- Raggio di lancio:
  - massimo: 280 km (versione per l'esportazione)
  - minimo: 50 km
- Precisione: 20 m CEP (export version)
- Velocità d'ignizione: ~2.100 m/s
- Peso:
  - missile al lancio: 3.800 kg
  - carico utile: 480 kg (export version)
  - lanciatore: 40.000 kg (peso del lanciatore terrestre)
- Testata: convenzionale (cluster, HE frammentazione, penetrante)
- Sistema di guida: inerziale, GPS\GLONASS, guida terminale optoelettronica
- Telaio del vettore: a ruote, capacità fuoristrada
- Numero di missili:
  - sul lanciatore 9P78E: 1 (versione E)
  - sul veicolo da trasbordo 9T250E: 2
- Equipaggio del veicolo di lancio: 3

## Sistemi d'arma paragonabili
- MGM-52 Lance
- Pluton
- Oka
- Tochka
- MGM-140B/E ATACMS
- LORA
- Ch-47M2 Kinžal